# Inhibitor proteazy związany z białkiem Z

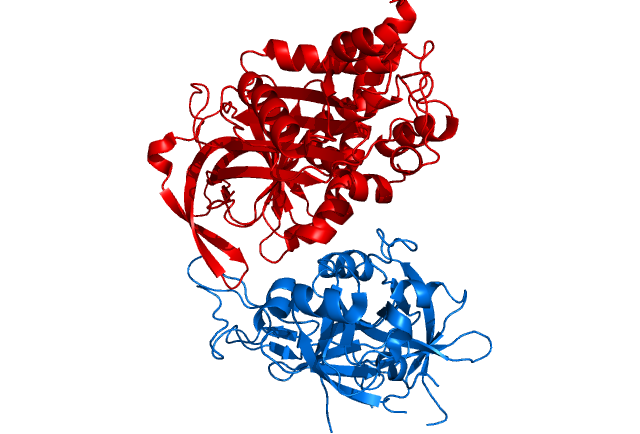
Sieć krystaliczna inhibitora proteazy związanego z białkem Z (na czerwono) w kompleksie z białkiem Z (na niebiesko)[http://www.rcsb.org/pdb/explore/explore.do?structureId=3F1S PDB

Inhibitor proteazy związany z białkiem Z (ZPI) – białko krążące we krwi, które hamuje czynniki Xa i XIa w kaskadzie krzepnięcia krwi. Należy do inhibitorów proteaz serynowych (serpin). Do prawidłowego działania wymaga obecności białka Z, jednakże konieczność ta zachodzi tylko w przypadku hamowania czynnika X.
Białko ma wielkość ok. 72 kDa i jest zbudowane z 444 aminokwasów. Jest produkowane w wątrobie.

## Rola w patologii
Water i wsp. wykryli niedobór ZPI u 4,4% pacjentów chorych na zakrzepicę (niedobór ZPI - tendencja do występowania zakrzepicy).
Obniżone stężenia ZPI stwierdzono u osób z nadpłytkowością samoistną. Sugeruje się, że przyczyniają się one do tendencji prozakrzepowej występującej w tym schorzeniu.

## Historia
ZPI zostało po raz pierwszy opisane przez Hana i wsp. w roku 1998. Ci sami badacze scharakteryzowali ZPI w roku 2000.